# Kitami

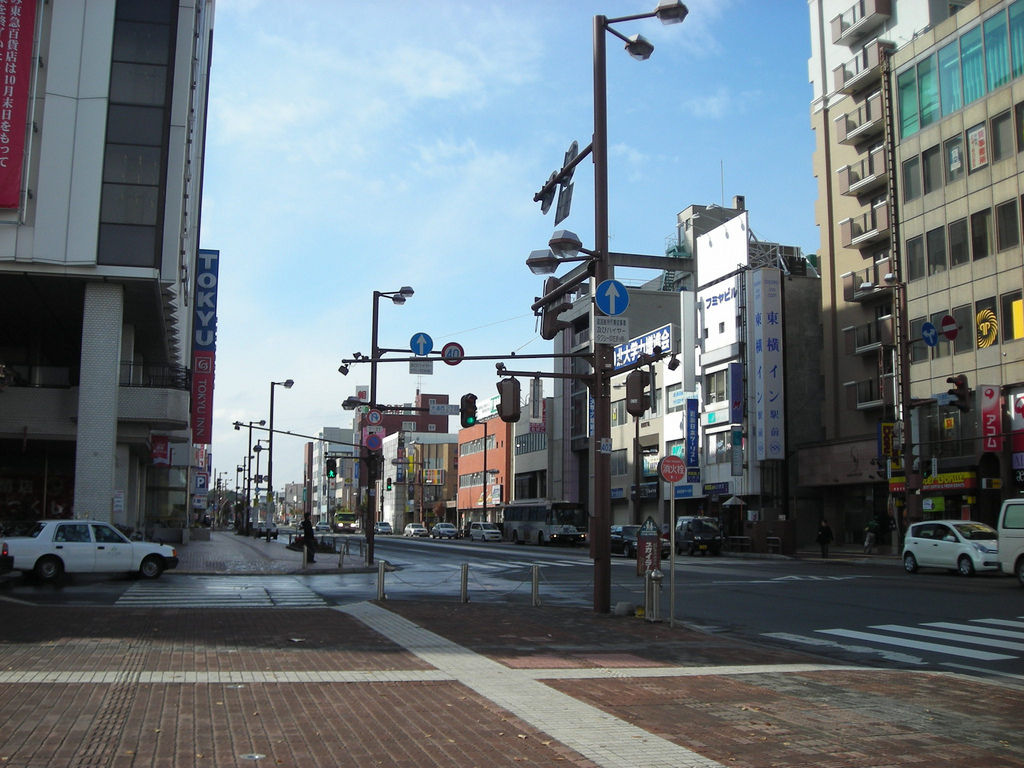
Straat in het centrum van Kitami

Kitami (Japans:  北見市,  Kitami-shi ) is een stad in de subprefectuur Okhotsk in Hokkaido, Japan. Op 31 augustus 2008 had de stad 126.509 inwoners. De bevolkingsdichtheid bedroeg 88,60 inw./km². De oppervlakte van de stad is 1427,56 km².

## Geschiedenis
- In 1872 werd het district Tokoro opgericht. Dit district bestond uit de dorpen Tokoro, Chiiushi, Tofutsu, Muekahotsune, Futochannahe, Notsukeushi en Teshiomanabi. Alle dorpsnamen werden in katakana geschreven.
- In 1875 kregen de dorpen hun kanji, hierbij ook het dorp Notsukeushi (野付牛村, Notsukeushi-mura)
- In 1916 kreeg Notsukeushi (野付牛町,Notsukeushi–machi) het statuut van gemeente.
- Op 10 juni 1942 werd de gemeente Notsukeushi onder de naam Kitami een stad (shi).
- Op 30 september 1956 wordt het dorp Ainonai (相内村,Ainonai-mura) aangehecht bij de stad Kitami.
- Op 5 maart 2006 werden de gemeenten Tanno, Rubeshibe en Tokoro (allen van het District Tokoro) aangehecht bij de stad Kitami.

## Verkeer

### Luchthaven
De dichtstbijzijnde luchthaven is de Luchthaven Memanbetsu in Ozora op ongeveer 30 km. 

### Trein
Kitami ligt aan de Sekihoku-lijn (石北本線, Sekihoku Honsen) van de Hokkaido Railway Company (JR Hokkaido). Er zijn 11 stations op het grondgebied van Kitami:
- Station Kanehana – Station Nishi-Rubeshibe – Station Rubeshibe – Station Ainonai - Station Higashi-Ainonai- Station Nishi-Kitami – Station Kitami – Station Hakuyō – Station Itoshino – Station Tanno- Station Hiushinai

### Weg

#### Autosnelweg
Kitami ligt aan de Kitami-Abashiri-autosnelweg (in aanbouw)

#### Autoweg
Kitami ligt aan de volgende autowegen : 
- Autoweg 39
- Autoweg 238
- Autoweg 242
- Autoweg 333

#### Prefecturale weg
Kitami ligt aan de prefecturale wegen 7, 27, 50, 88, 103, 104, 122, 143 217, 245, 247, 261, 307,308,409,442,495, 555, 556, 655, 682, 943,986, 1024, 1033 en 1087.

## Stedenband
Kitami heeft een stedenband met 
- Elizabeth (New Jersey), Verenigde Staten
- Poronajsk (Oblast Sachalin), Rusland
- Jinju, Zuid-Korea
- Barrhead, Canada
- Kochi, Japan
- Marumori (Miyagi), Japan
- Ōno (Gifu), Japan
- Sakawa (Kochi), Japan

## Geboren in Kitami
- Takehiko Ito (伊東 岳彦, Itō Takehiko), een mangaka
- Miz, een J-popzangeres

## Aangrenzende steden en gemeenten
- Abashiri
- Ōzora
- Tsubetsu
- Bihoro
- Engaru
- Kunneppu
- Oketo
- Saroma
- Yūbetsu
- Kamishihoro